# Парковка доменов
Парко́вка доме́нов (англ. domain parking) — регистрация доменного имени на DNS-серверах, предоставляющих парковку сервиса без использования домена по прямому назначению (для создания веб-сайтов).
Парковка домена позволяет зарезервировать (сохранить за собой) неиспользуемое доменное имя его владельцу.

## Описание сервиса
Парковка доменов может предоставляться как полностью некоммерческая услуга, так и на основе денежных отношений.
Некоммерческую парковку предоставляют многие регистраторы доменных имён при покупке у них домена, а также хостинг-провайдеры, предоставляющие услугу под типичным названием «Прикрепить свой домен». Кроме того, существуют сторонние интернет-сервисы некоммерческого паркинга доменов. Примером такого бесплатного сервиса был MyDomain.com, предоставлявший весьма широкий спектр услуг по управлению паркованным доменом (с 1 июля 2012 года сервис стал платным и взимает 1 доллар за парковку одного домена). 
Среди российских сервисов наиболее известен «DNS-хостинг Яндекса».
Основные цели некоммерческой парковки домена — резервирование временно неиспользуемого домена или перенаправление его на реально существующий и действующий сайт.
Парковка доменов на коммерческой основе, как правило, связана с рекламой, а также киберсквоттингом, домейнингом и противодействием этим явлениям.
Коммерческая услуга парковки доменов, связанная с рекламой, является разновидностью партнерской программы и подразумевает передачу домена под рекламную площадку сервису, осуществляющему парковку, за что владелец домена получает доход, условия и размер которого определяются договором.